# 西伯利亚接骨木
西伯利亚接骨木（学名：Sambucus sibirica）为五福花科接骨木属的植物。分布于阿尔泰、西伯利亚以及中国大陆的新疆等地，多生长于石质山坡及河旁岩石缝中，目前尚未由人工引种栽培。